# Єцава
Є́цава (латис. Iecava) — місто в Латвії, Єцавський край. Адміністративний центр краю. Розташоване на річці Єцава. Населення — 9681 особа (2008). Статус міста надано 1 липня 2021 року.

## Назва
- Єцава (латис. Iecava) — сучасна латиська назва.
- Екау (нім. Eckau) — стара німецька назва.
- Велике Екау, або Гросс-Екау (нім. Gross Eckau) — стара німецька назва до початку ХХ ст.

## Географія
Розташоване на річці Єцава, за 22 км від Бауски, за 30 км від Елгави і за 44 км від Риги. 

## Історія
Під час походу Наполеона 1812 року тут у маєтку графа Палена Гросс-Еккау сталася битва, яка увійшла в історію франко-російської війни 1812 року.

## Відомі особистості
В поселенні народився:
- Вернерс Тепферс (1893—1958) — політичний і військовий діяч Латвії.